# Émeutes Gavazzi
Les Émeutes Gavazzi furent des troubles qui ont eu lieu à Québec et à Montréal, en juin 1853, lors de discours prononcés par Alessandro Gavazzi au cours desquelles il s'attaquait à l'Église catholique.
Au cours du printemps de 1853, Alessandro Gavazzi, un patriote italien, a visité l'Amérique du Nord pour promouvoir ses idées au sujet de l'unité italienne et du catholicisme. Ses discours à Québec et à Montréal étaient fortement anti-catholiques. Dans les deux villes, des soldats ont dû intervenir pour rétablir l'ordre. Les émeutes ont eu des répercussions politiques.

## Émeute de Québec
Dans la soirée du 6 juin, tel qu'annoncé auparavant, Gavazzi a livré un discours dans la Free Presbyterian Church, dans la rue Sainte-Ursule à Québec, sur le sujet de l'Inquisition. Un large public s'était déplacé pour l'entendre. Quand il eut parlé un peu plus d'une heure, il a été interrompu par des cris violents. Les cris étaient le signal attendu par un groupe d'émeutiers qui attendaient à l'extérieur de l'église. Une volée de pierres a traversé les fenêtres de l'église, et immédiatement après, une foule de personnes armées de gourdins sont entrées par effraction dans le bâtiment.
La plupart des émeutiers étaient des catholiques irlandais qui réagissaient violemment aux commentaires anti-catholiques de Gavazzi. Gavazzi attribuait l'échec du mouvement national italien de 1848-1849 à la défection du pape Pie IX, et conséquemment rejetait le catholicisme. L'émeute Gavazzi de Québec a été réprimée par des forces militaires.
En février 1854, à la suite de l'acquittement d'un émeutier de Québec, Alessandro Gavazzi a été brûlé en effigie.

## Émeute deMontréal
Le 9 juin, une rixe beaucoup plus grave a eu lieu à Montréal, à la suite d'un discours d'Alessandro Gavazzi dans l'église Zion Church sur le Haymarket Square (aujourd'hui, le square Victoria). Une troupe imposante de policiers était stationnée en face de l'église. Alors que le discours était en cours, un groupe d'Irlandais catholiques a tenté de se frayer un chemin dans l'église, mais les émeutiers ont été repoussés à deux reprises. Devant cette situation, Charles Wilson, le maire de la ville, a ordonné aux policiers de tirer sur les assaillants. Les policiers ont exécuté l'ordre. Neuf personnes furent tuées et le nombre des blessés est inconnu. Les assaillants se sont retirés à la suite des coups de feu.
Une enquête sur l'émeute a eu lieu à Montréal le 26 juin. Des journalistes, dont John Dougall du Montreal Witness, ont accusé le maire pour la violence de la riposte à l'émeute.
Le peintre montréalais James D. Duncan a immortalisé l'événement dans son œuvre Émeute Gavazzi (1853).